# Lingua ivernica
L'Ivernico è il nome odierno dato a un'antica lingua P-celtica (probabilmente brittonica) menzionata nel Glossario di Cormac, scritto nel IX secolo da Cormac mac Cuilennáin, nel quale viene chiamata Iarnnbērlæ (in irlandese moderno: Iarmbélre), vocabolo originariamente tradotto come "iron speech" (lett. "parlata di ferro") e che solo successivamente fu etimologicamente ricondotto all'antica popolazione degli iverni mediante l'analisi del prefisso iarnn-.
Il linguista Thomas Francis O'Rahilly ha formulato una teoria secondo la quale il linguaggio fu portato in Irlanda dagli iverni, provenienti dalla Britannia, durante la loro invasione dell'isola, mettendo quindi le basi per la nascita della futura lingua irlandese. Tuttavia, studi fatti su iscrizioni in alfabeto ogamico ritrovate nell'area delle contee di Cork e Kerry hanno rivelato come già l'irlandese primitivo fosse una lingua goidelica, rendendo pertanto difficile o quantomeno controversa per alcuni storici la classificazione dell'ivernico come capostipite delle lingue parlate in Irlanda.
Il Glossario di Cormac definisce la lingua ivernica come:
Nel glossario sono inoltre menzionati due termini provenienti dall'ivernico, lingua che Cormac descrive come recentemente estinta. Essi sono Ond, che significa "pietra" e Fern, che significa "niente di buono".